# Anglo Romanian Bank
Anglo-Romanian Bank (ARB) este o bancă cu sucursale în București și în Londra. În anul 2011, afacerile desfășurate prin intermediul sucursalei de la București au fost absorbite de Banca Comercială Română (BCR), iar dosarele sucursalei din Londra au fost preluate de sucursala londoneză Erste.
Active
- 2010: 370 milioane lei[1]
- 2008: 536 milioane lei[2]
- 2005: 652,2 milioane lei[3]

Profit net
- 2008: 11,58 milioane euro
- 2007: 10 milioane euro[2]
- 2005: 10,3 milioane lei[3]

## Istorie
Anglo-Romanian Bank a fost înființată de statul român (prin Bancorex) în 1973 sub forma unui consorțiu între Barclays Bank, JP Morgan Chase și România. Acțiunile au fost împărțite: Bancorex (50%), Barclays (30%) și JP Morgan (20%).
ARB a fost înregistrată în 1973 la Londra sub forma unui   . Instituția a funcționat timp de mai bine de 30 de ani sub licență britanică.
În 1998, Bancorex a preluat integral ARB, iar în septembrie 1999, în urma procesului de absorbție a Bancorex, BCR a devenit acționarul unic al Anglo-Romanian Bank..
În anul 2004 au fost înglobate în structura Anglo-Romanian Bank alte două subsidiare ale BCR - băncile Frankfurt-Bucharest Bank și Banque Franco Roumaine, biroul de la Paris fiind ulterior închis.
În noiembrie 2008, banca avea 143 de angajați, dintre care 106 în România, 23 la Londra și 14 la Frankfurt.
În 2009 a fost închisă sucursala de la Frankfurt, prin care se derulau o mare parte din plățile internaționale ale BCR. 
În martie 2010, sucursala românească a Anglo-Romanian Bank era prima în topul celor mai mari salarii din băncile românești, cu un salariu mediu net de circa 2.785 de euro pe angajat.
În aprilie 2011, BCR a anunțat că până la jumătatea verii va absorbi afacerile ARB (active, pasive, clienți) desfășurate prin intermediul filialei din București și al agențiilor din Constanța, Timișoara și Sibiu. Proprietățile băncii sunt transferate direct către BCR, care preia și activele necorporale, precum și infrastructura operațională,inclusiv software-ul.